# Entephria tibetaria
Entephria tibetaria là một loài bướm đêm trong họ Geometridae.